# Maximal
În matematică (în special în teoria mulțimilor), un element se definește a fi maximal dacă nu există (nu poate fi găsit) un altul strict mai mare care să-l includă. Formal, x este maximal dacă pentru orice y care îl conține, x = y.
De remarcat că un element poate fi maximal fără a fi cel mai mare posibil, în cazul în care relația de ordine utilizată nu este totală.